# A Virgin and a Whore
A Virgin and a Whore è il quarto album degli Eternal Tears of Sorrow, pubblicato nel 2001.
È l'ultimo album inciso dalla band prima dello scioglimento, che rivedrà affacciare il gruppo finnico solo nel 2005 con la progettazione e nel 2006 con l'uscita di Before the Bleeding Sun. È anche l'ultimo album in cui troviamo nei panni di tastierista Pasi Hiltula.
Presenti, come nella maggior parte degli album del gruppo, varie cover, tra cui quella dei tedeschi Accept con Sick, Dirty and Mean e, in edizione speciale venduta in Giappone, quella dei Paradise Lost, As I Die. Nella versione giapponese oltre a questa cover troviamo la rivisitazione della #5 traccia, The River Flows Frozen, interpretata stavolta totalmente da Juha Kylmänen, senza l'alternarsi con la voce death di Altti Veteläinen, e con poche sporadiche apparizioni di chitarra distorta, basandosi quindi maggiormente sulla prima parte della canzone originale, ed andando avanti su quella strada.
La presenza di ospiti, anche questa caratteristica molto frequente negli Eternal Tears of Sorrow, qui è limitata ad un solo musicista, Juha Kylmänen (For My Pain..., Reflexion), impegnato però in ben tre tracce: The River Flows Frozen, The Last One for Life e The River Flows Frozen (Acoustic Version).

## Tracce
1. Aurora Borealis – 5:04
2. Heart of Wilderness – 3:40
3. Prophetian – 5:22
4. Fall of Man – 4:58
5. The River Flows Frozen – 5:47
6. The Last One for Life – 4:59
7. Sick, Dirty and Mean (Accept cover) – 4:16
8. Blood of Hatred – 3:12
9. Aeon – 5:45
10. As I Die (Paradise Lost cover) (Japanese edition bonus track) – 4:03
11. The River Flows Frozen (Acoustic Version) (Japanese edition bonus track) – 5:47

## Formazione
- Altti Veteläinen − Voce Death, Basso
- Jarmo Puolakanaho − Chitarra
- Antti Kokko - chitarra solista
- Pasi Hiltula - tastiere
- Petri Sankala - batteria

### Collaborazioni
- Juha Kylmänen – Voce Clean (su The River Flows Frozen, The Last One for Life e The River Flows Frozen (Acoustic Version) (Japanese edition bonus track) )